# 弗里德里希·李斯特

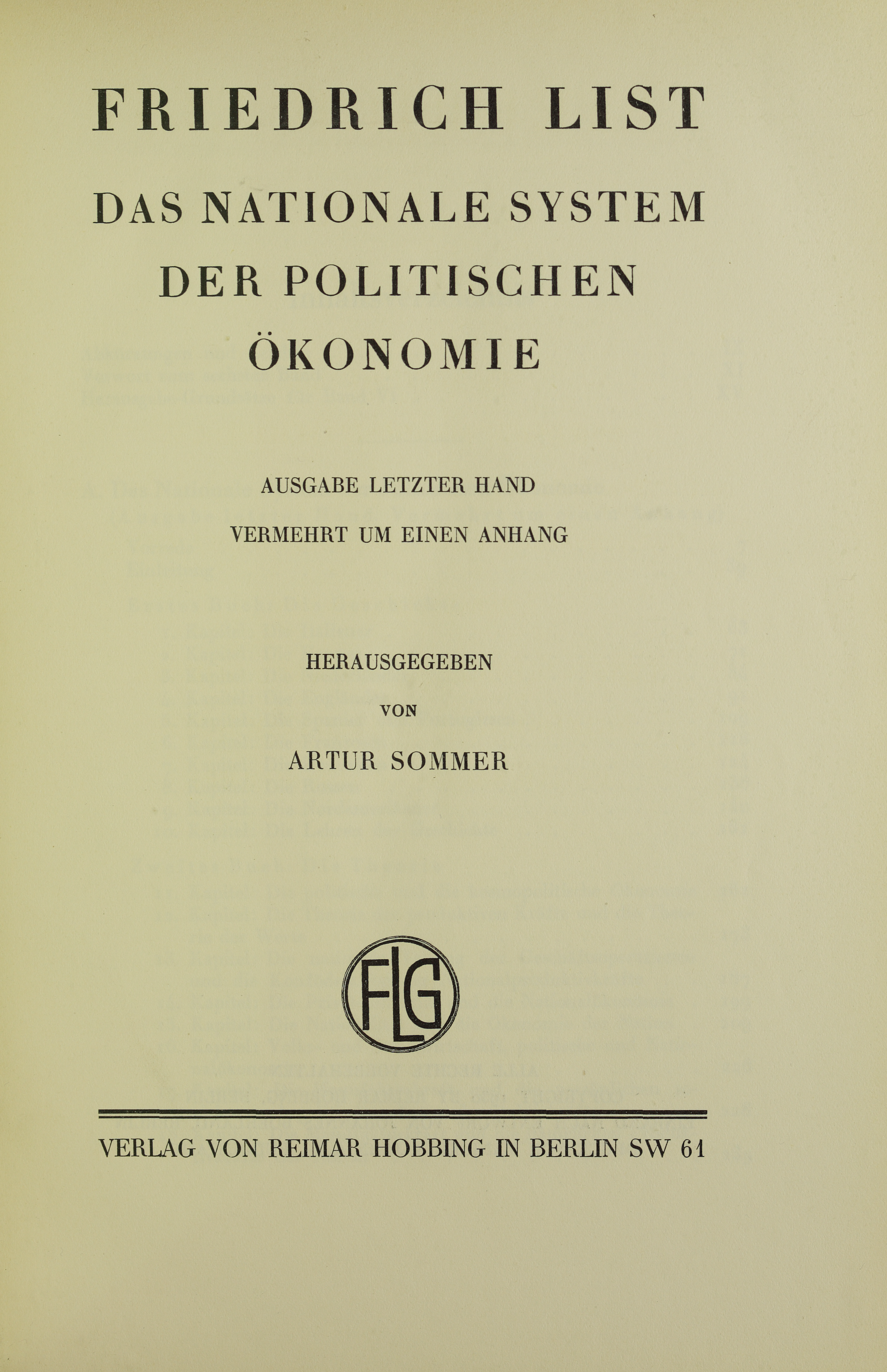
Nationale System der politischen Ökonomie, 1930

弗里德里希·李斯特 （德語：Friedrich List，1789年8月6日—1846年11月30日），德国经济学家。他被視為经济历史学派的先驱，而他的思想亦被視為建立歐洲經濟共同體的理論基礎。

## 經濟思想
与亚当·斯密的自由主义经济学相反，他认为国家应该在经济生活中起到重要作用。他的观点深受亚历山大·汉密尔顿以及美国学派影响。
他的主要思想包括民族國家主导的工业化和贸易保护主义。他认为国内应该实行彻底的自由贸易，而国际贸易中应该只开放自己占优势的行业，不开放弱小的、在国际竞争中不占优势的行业。保护本国工业，对原材料零关税，给工业品高关税以促进本国工业发展，等待那些工业发展壮大之后再对外开放。他以具體行動力促成德意志關稅同盟，廢除各邦關稅，使德國經濟獲得統一，並對後世德國的統一產生影響。

## 影響
目前认为，德国和日本的工业化进程深受他的国家经济学影响。

## 著作
- 《政治经济学的国民体系（日语：政治経済学の国民的体系）》
- 公益图书馆：《政治经济学的国民体系》 （页面存档备份，存于） 1981年商务印书馆译本